# Fakovići
Fakovići är en ort i Bosnien och Hercegovina.   Den ligger i entiteten Republika Srpska, i den östra delen av landet, 100 km öster om huvudstaden Sarajevo. Fakovići ligger 201 meter över havet och antalet invånare är 119.
Terrängen runt Fakovići är huvudsakligen kuperad, men österut är den bergig. Fakovići ligger nere i en dal. Närmaste större samhälle är Bratunac, 18,9 km nordväst om Fakovići. 
I omgivningarna runt Fakovići växer i huvudsak lövfällande lövskog. Runt Fakovići är det ganska tätbefolkat, med 83 invånare per kvadratkilometer.